# 生活協同組合コープクレア
生活協同組合コープクレア（せいかつきょうどうくみあいコープクレア）は、かつて北海道室蘭市東町に本部を置いていた地域生協である。
2003年（平成15年）2月6日、経営悪化のため自己破産した。

## 概要

### 日本製鋼所購買組合として設立
1908年(明治41年)、日本製鋼所が民間軍需工場第一号として室蘭市に設立された。本格的に操業が開始されると人口が急増したため物価の急激な上昇を招いた。若干高い給料を貰っても生計はプラスにならないので、従業員の互助機関として設置されていた共栄組合と会社の厚生施設の物品販売所が統合して新しく産業組合法に基づく、日本製鋼所購買組合が1913年(大正2年)8月7日に設立された。(出資金2千円, 組合員数1315人,年供給高20万円)。
組合員は掛通帳で物品を購入、代金は給料控除システムで御用聞き制度を採用したため、既存商店街に大きな反響をあたえた。「購買組合とは会社が利益を得るため業者と結託して、粗悪な品物を割高で従業員に売りつける組織である云々」と宣伝し対抗したので、購買組合は開設したものの運営は軌道にのらなかった。
第一次世界大戦によるインフレにより、物価が急上昇したため購売組合の利点が組合員に理解され運営がようやく安定した。しかし、第二次世界大戦により殆んどの生活物資が統制され、軍需工場に優先配給されるようになった。購買組合の運営維持が難しくなり1943年(昭和18年)8月6日付で業務一切を会社配給課に移管し、店舗は配給所となり組合従業員は社員として配給業務に従事した。
終戦後、国民経済は混乱し、特に北海道は冷害により食料品を始め、生活物資が極度に欠乏し、生活は破綻しようとしていた。購買組合を知っている多数の人々の生活物資を確保するためには組合員組織で自主的運営をする消費組合が生活に密着した制度として最も望ましいという世論が強く沸き起こり、日本製鋼所と従業員合意のもとに2年有余続いた会社直営配給所を廃止した。
1946年(昭和21年)6月1日、有限責任日本製鋼所室蘭製作所員購買組合(出資金17万円,組合員数3032人,年供給高1,677万円)として再開。農家との産直、漁船をチャーターして漁獲、冬期間の燃料の確保に東奔西走。精米、製粉工場や養豚飼育所の開設をしながら統制品の配給も続けていた。

### 日本製鋼所生活協同組合
1948年(昭和23年)10月1日の消費生活協同組合法施行により、1949年(昭和24年)2月1日、日本製鋼所生活協同組合に改め、生協理念に基き民主的運営を目指して歩みだした。そのころから統制も逐次緩和され、戦前の問屋も開業し始め、生協は戦前の信用もあって順調に商品を入荷するようになってきた。全面的御用聞制度、物品代の給料控除を復活させた。
日本経済は終戦後の壊滅状況から立ち直りの時期に朝鮮戦争が起き、予期しない特需と輸出ブームで経済レベルが一気に高まった。日本製鋼所も軍需工場から民需工場へと転換していたが、創立以来一般市場の販売ルートが弱く先行不安をもたれていたが、特需により従来の技術が生かされ復興した。しかし事変終結後の1953年(昭和28年)、一般経済界の不況と緊縮財政の浸透から鉄鋼需要が著しく減退し、経営困難となり徹底的な合理化を行なうことになった。　室蘭製作所従業員915名に解雇通知書が伝達されたため214日に及ぶ激しい労働争議となり労働組合も生協も2つに分裂するという労働者にとって悲惨な結末に終った(日鋼室蘭争議)。そのうえ、会社から人件費や水道光熱費等、福利厚生施設として受けていた助成が打ち切られ独立採算性となり、生協の運営にとって大変厳しいものであった。
所得倍増計画が引きがねになって設備投資ブームが起き、日本製鋼所もこのブームにのって新技術の導入により生産高も上昇し従業員の採用も年々増加したので職域内における生協の役割も拡大してきた。昭和30年代に構内売店2店、病院売店及び構内食堂3店の開設を始め独身寮給食4寮、病院患者給食、社宅内の浴場3カ所、洋裁所(紳士婦人服仕上と修繕)の委託経営や、従来資材課や厚生課で扱っていた事務用消耗品の供給や作業服安全靴の支給、文化、体育会や祭典、レクレーションに必要な物資や景品、永年勤続表彰の記念品等、生協の分担する任務も増えてきた。また主婦組合員から要望の強かった直営美容所3店舗を オープン、これらを含め店舗商品供給事業を区分し利用事業として管理してきた。
34年にセルフサービスの試験を設けスーパーマーケットの学習を始めた。しかし鉄鋼産業は好不況の波が激しく、職域生協は組合員が固定化しているうえ、会社の事業が直接運営に影響してくるので店舗の改装など計画実現に弱さがあり、この打開策を考慮していたところ、昭和40年栗林商会直営配給を移譲したい旨申入れを受けた。この本輪西配給所は1929年(昭和4年)頃開設され、米穀、和洋酒類、たばこ、の許認可商品を中心に食料品主体の取扱いをしていた配給所的性格から脱しきれず、多様化する従業員の生活ニーズに対応できなく赤字経営になっていた。約1年経営譲渡の条件、店舗用地など協議のうえ臨時総代会で譲り受けを決議。約800名の加入、そのなかから理事2名総代5名を選出。1966年(昭和41年)6月、理美容室を併設し7店目を開設し職域連合として組織の拡大を図ることにした。
昭和30年代後半、日本製鋼所は持家制度を推進することになり、社有地に系列の不動産業者による旭ケ丘団地の分譲が始まり、同社従業員をはじめとする住民が大幅に増加していった。要請を受けて生協は中央に店舗用地を購入。1969年(昭和44年)7月に8店目となる旭ケ丘ストアが現在の登別市美園町4丁目に出店。店を利用する周辺の消費者の生協加入を進めた。
室蘭市は42年から6000戸、人口2万人の宅地造成を始め44年から白島ニュータウンとして分譲を始めたが商業用地の小売店は規模も小さく価格も高いため居住者・市役所の強い要請を受けて46年に9号店を開店した。
職域から職域連合へ、更に職域地域混合型へと一歩一歩生協運営の基盤確立を図り会社や労働組合の諒解を求めながら職域生協の弱さを逐次補なってきた。生協の体質強化については42年からの第1次5ヵ年計画にそって既存店を250坪を標準に改築を進め、管理部門は43年に2台の電子会計機を導入、買掛金、給与計算, 供給高日報,店別部門別供給高荒利益高在庫高、不明ロス、値引、損益管理表や従業員1人当り供給高、荒利益高, 1坪当り供給高や日々の客数, 客単価,買上げ点数等を正確で迅速に把握できるよう改善し52年コンピューターに切替え、事業所別経費明細、バランスシート、組合員出資金の管理など機械化した。組合員が増加しその要望により指定店も18店から24 店、さらに30店に増やしたが、最近は年々利用率が低下している。

### 室蘭生協
1954年(昭和29年)の労働争議において労働組合と生協が分裂。労働組合は1964年に統一を実現したが、生協は同一地域内での日本製鋼所生協(職域生協)と室蘭中央生協 (地域生協) の競合が続いていた。1969年(昭和44年)に中央生協が経営困難に陥り、道連合会は支援の要請を受け指導にあたったが先行再建に目途がたたないため道連理事会で合併について討議され日鋼生協が速やかに対応するよう求められた。45年9月臨時総代会で長時間審議の結果基本的に承認されたので道連と両生協の代表者により委員会が構成され7回にわたり合併形態、新定款の作成、中央生協の債権債務、従業員問題等協議の結果、1972年(昭和47年)2月9日調印された。分裂以来実に17年振りに1本化され合併披露会には市長、会議所会頭始め業界代表、日本製鋼所関係200名の方々から祝福を受け室蘭生協として市民に愛され親しまれる生協になるよう前進を始めた。
重複店舗の統廃合、既存店の改築、体質の強化を図り店舗も13店となり、51年101億、 55年125億円で地域一番の供給高になった。しかし56年には全国でも珍しい大型店3店同時オープンにより競争が激化し、更に58年からの構造的不況により人口が減り始め、生協も再び困難な時代を迎えた。
前身は日本製鋼所の職域生協(日鋼室蘭生協、室蘭中央生協)として発足し、組合名は1999年（平成11年）6月まで「室蘭生活協同組合」であった、このため「室蘭生協」という略称で呼ばれていた。
ロゴマークは他の生協とは違い、アルファベットで室蘭の頭文字となる「M」と、生協の頭文字となる「S」を組み合わせて図案化し、周囲を赤地として白抜きのロゴを配したものだった。
店舗は中型小型店が多く、宅配事業や石油販売、化粧品の店頭展示会などの事業も手がけ、理容室、クリーニング店などのテナントも多く、店舗のある地域には競合店舗が少ない地域が多い事もあり、地域密着型のスーパーとしての利用者が多かった。
理事会は、職域生協時代から日本製鋼所出身者が占めていた。破産時の理事長は浅野壽男であった。
破綻の主な原因は、郊外への新規出店に伴う資金繰りの悪化と、昔からの店舗の整理が遅れた事である。そのため体力強化策として店舗配置の見直しを行ったが、業績不振が続き、2000年問題に伴うコンピュータの入力ミスなどで9000万円以上の過剰支払いをしていたことも追い打ちをかけた。負債総額は24億6千万円。2001年度の供給高は約73億円まで落ち込んだ。
本部のある東町には500メートル圏内に3店舗が乱立する状況となり、(これは弥生ショッピングセンターが完成した際、弥生店を出店したが、150メートル先にあった末広ストアが組合員の理解を得られず閉店することを断念した事による)、更に小規模の小さい店舗が多く、駐車場を拡大する等時代に合ったリニューアル等を行わないまま放置した為、採算が取れない店舗が増加。末期には納入業者への支払が滞り商品棚から品物が消える状態が発生していた。

## 店舗一覧
室蘭市に本部を置き、室蘭市、登別市、伊達市、白老町に店舗を置いていた。
室蘭市
- 東雲ストア（室蘭市東町2-22-13[8]）

店舗面積449m2
1939年（昭和14年）に購買組合が開設した店舗で、3階には本部事務所が置かれていた。1978年（昭和53年）に改装を行って最盛期の1992年（平成4年）には売上高約13億円を上げたが、2001年（平成13年）には売上高約3.8億円に落ち込んだことから、2002年（平成14年）11月30日に閉店することになった。美容室などを併設していた。店舗跡は2004年（平成16年）1月に登別の業者への売却が決まり、同年3月に解体工事が始められることになった。
- 末広ストア（室蘭市東町4-3-4[10]、1963年（昭和38年）11月1日開店[11]）

店舗面積591m2
東町団地の1階にテナントとして出店していた。
- 弥生店（室蘭市東町） - 弥生ショッピングセンターのテナントとして開店。後継テナントにはマックスバリュ北海道（後にイオン北海道と合併）が[12]2003年（平成15年）6月13日にマックスバリュ室蘭東店を出店[13]したものの、これも2024年（令和6年）8月31日に閉店した[14]。
- 汐見ストア（室蘭市東町4-19-7[15]、1955年（昭和30年）4月開店[15]）

店舗面積198m2
- 御前水ストア（室蘭市御前水町1-13-16[15]、1955年（昭和30年）4月開店[15]）

店舗面積196m2
店舗跡は解体され、現在はセイコーマートが出店している。
- 鶯沢ストア（室蘭市御前水町3-2-9[17]）

店舗面積304m2
- 母恋ストア（室蘭市母恋北町2-2-1[18]）

店舗面積637m2
大型店舗で母恋駅前にあった。店舗跡には2003年（平成15年）5月29日にアルファマートが出店。アルファマートの本部も置かれていたが、閉店。跡地にはツルハドラッグ室蘭母恋店が出店。
- 南町支店（室蘭市母恋南町1-3-5[21]、1955年（昭和30年）8月開店[21]）

店舗面積175m2
- 宮前ストア（室蘭市母恋南町2-4-15[15]）

店舗面積376m2
店舗跡には2003年（平成15年）7月25日に楠本が出店。
- サンストア（室蘭市港南町） - 2003年1月10日閉店[23]。店舗跡には、セイコーマートが出店している[24]。

- 高砂ストア（室蘭市高砂町5-18-6[21]、1965年（昭和40年）9月開店[21]）

店舗面積193m2
- 宮の森ストア（室蘭市宮の森町4-13-16[21]、1957年（昭和32年）4月開店[21]）

店舗面積428m2
- 知利別ストア[要出典]（室蘭市知利別町）
- コープ八丁平（室蘭市八丁平） - 店舗跡には2004年（平成16年）11月22日にアルファマートが出店[25][20]。
- 栗林ストア（室蘭市本輪西町3-3-3[26]、1966年（昭和41年）6月16日開店[26]）

店舗面積363m2
店舗跡は2004年（平成16年）6月に不審火でボヤが発生した。
- 白鳥台ストア[要出典]（室蘭市白鳥台）

登別市
- 旭ケ丘ストア[要出典]（登別市美園町）
- 新生ストア（登別市新生町） - 店舗跡は2004年（平成16年）11月2日に売却先が決定[28][20]し、アルファマート新生店が出店。
- 幌別ストア[要出典]（登別市幌別町）
- クレアアーニス（登別市中央町） - 登別中央ショッピングセンター・アーニスのテナントとして開店[29]。店舗跡には2003年（平成15年）4月25日にホームストア（後にラルズと合併）が出店[30]。

伊達市
- クレアふなおか[要出典]（伊達市舟岡町） - 店舗跡にはベスト電器伊達店が出店するも、後に閉店。

白老町
- 萩野店（白老町字萩野） - 店舗跡には堀田商店が[31]2003年（平成15年）7月18日にバルクマートを出店[32]。